# Långmarktjärnen (Alanäs socken, Jämtland)
Långmarktjärnen är en sjö i Strömsunds kommun i Jämtland och ingår i Ångermanälvens huvudavrinningsområde.